# Piula beccurta
La piula beccurta (Anthus furcatus) és un ocell de la família dels motacíl·lids (Motacillidae).

## Hàbitat i distribució
Habita praderies a les muntanyes del sud-est del Brasil, Uruguai i nord de l'Argentina.